# Hur man stjäl en miljon
Hur man stjäl en miljon är en amerikansk film från 1966 i regi av William Wyler. Filmen utspelas helt och hållet i Frankrike och flera franska skådespelare medverkar i den, men dialogen är helt på engelska. Filmen blev både en kritikerframgång och publikframgång.

## Rollista
- Audrey Hepburn - Nicole Bonnet
- Peter O'Toole - Simon Dermott
- Eli Wallach - Davis Leland
- Hugh Griffith - Charles Bonnet
- Charles Boyer - DeSolnay
- Fernand Gravey - Grammont
- Marcel Dalio - Paravideo
- Jacques Marin - säkerhetschefen
- "Moustache" - vakt
- Roger Tréville - auktionist
- Edward Malin - försäkringsagenten